# Passion Air
Pisces Aviation (nom commercial : PassionAir) est une compagnie aérienne ghanéenne, dont le siège social est à Accra. Son hub principal à l'aéroport international de Kotoka à Accra. Elle est la deuxième plus grande compagnie aérienne du Ghana, ayant transporté 213 022 passagers en 2019. Elle détient 35 % du marché intérieur en 2022.

## Histoire
Passion Air a été fondée sous le nom de DAC International Airlines (Ghana) par l'homme d'affaires local Edward Annan, en partenariat avec DAC Aviation (Kenya) en 2017 et a obtenu son certificat d'opérateur aérien en décembre de la même année. Les opérations aériennes ont commencé sous la marque PassionAir en août 2018 avec un seul Bombardier Dash 8 Q400.
Le 20 février 2021, Passion Air a effectué son premier vol avec un équipage entièrement féminin d'Accra à Tamale. La compagnie aérienne est également connue pour avoir embauché la plus jeune femme pilote du Ghana, Audrey Esi Swatson.

## Flotte

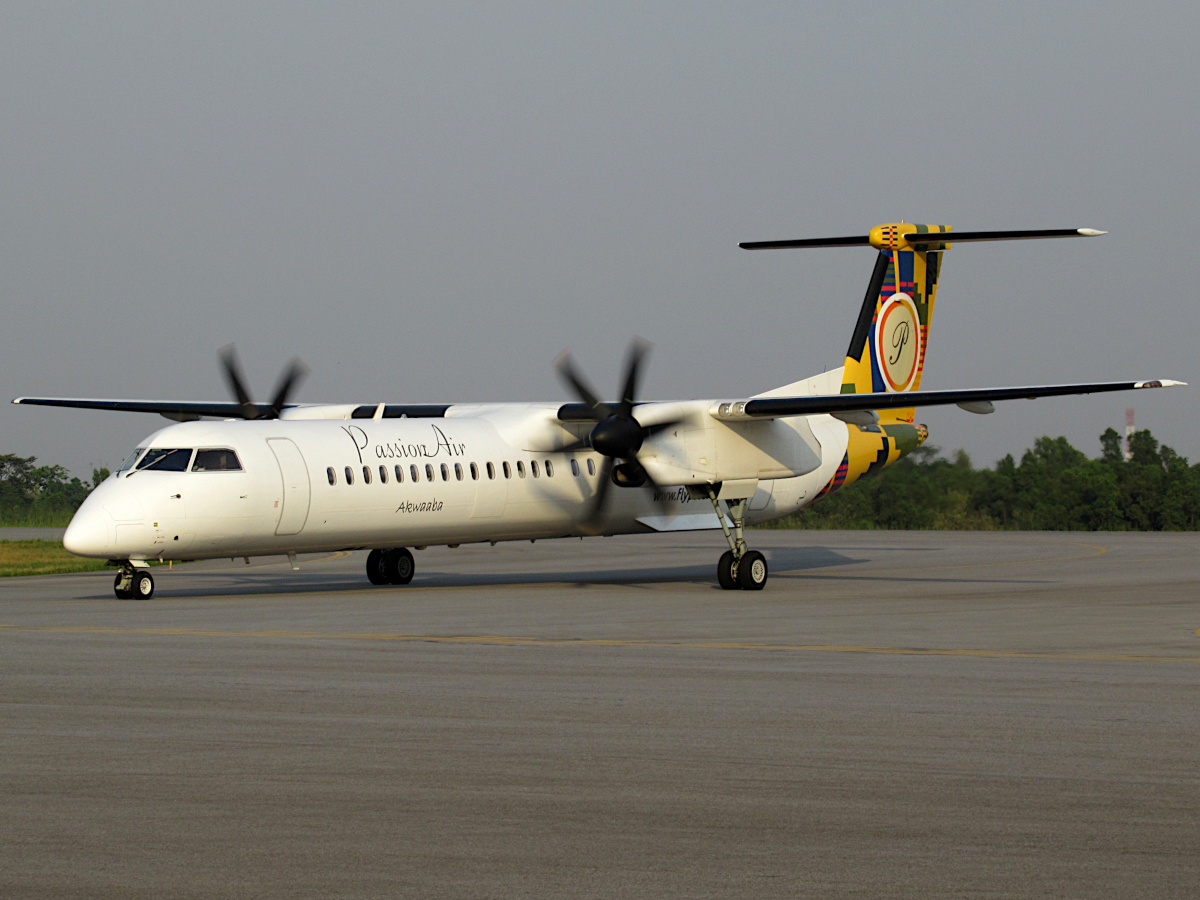
Passion Air Bombardier Q400.

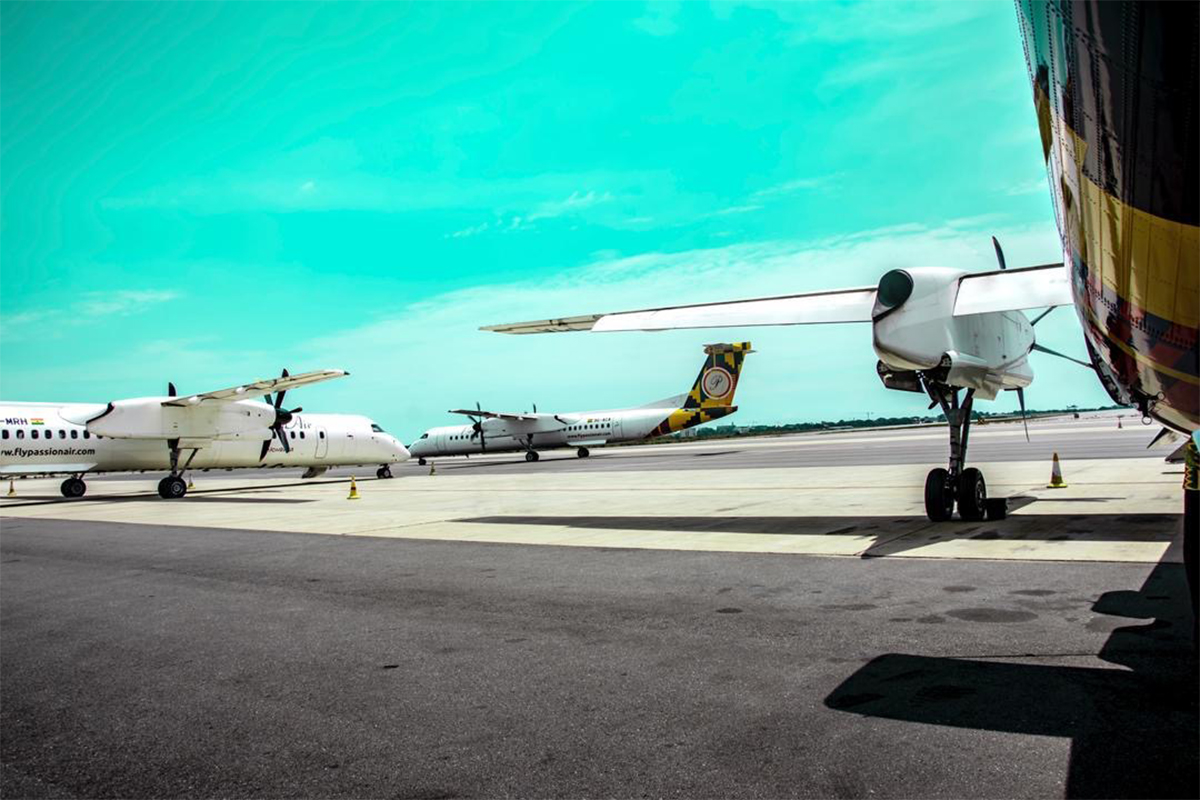
Un avion PassionAir à l'aéroport international de Kotoka.

En avril 2022, la flotte PassionAir se compose des avions suivants, :

## Destinations
PassionAir exploite les services réguliers suivants à partir de mars 2022.
Ghana
- Accra – Aéroport international de Kotoka
- Kumasi – Aéroport de Kumasi
- Tamale – Aéroport de Tamale
- Takoradi – Aéroport de Takoradi
- Wa – Aéroport de Wa
- Sunyani – Aéroport de Sunyani

## Incident
Le 10 octobre 2018, un Bombardier Dash 8 de PassionAir lors d'un vol de Kumasi à Accra a connu un incident d'excursion de voie de circulation à son arrivée. Aucun blessé n'a été signalé, mais l'avion a été cloué au sol pour une enquête plus approfondie.